# Asaret d'Europe
Asarum europaeum
Espèce
L’Asaret d'Europe (Asarum europaeum) est une espèce de plantes à fleurs du genre Asarum et de la famille des Aristolochiaceae. C'est une petite plante vivace d'Europe centrale.
Son nom scientifique vient du grec « ἄσαρον - asaron », de « asê » signifiant « dégoût », « nausée » (allusion à son odeur).
Ses noms vernaculaires sont asaret, cabaret, oreille-d'homme. De manière secondaire et régionale, il est nommé oreillette, rondelle, roussin, herbe de Cabaret ou encore nard sauvage. Le terme « cabaret » évoquerait l'usage qu'en faisaient autrefois les ivrognes après leurs excès pour se dégager l'estomac, dissiper leur ivresse. La plante a en effet des propriétés vomitives.

## Description

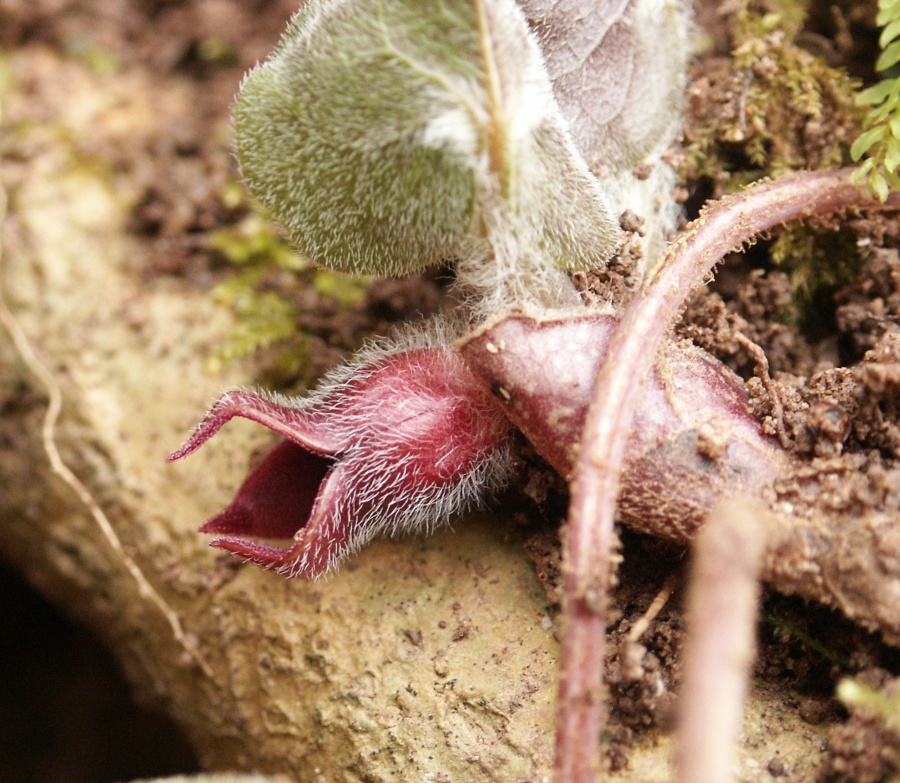
Fleur de l'asaret d'Europe.

L'asaret d'Europe est une plante vivace de 5-20 cm[réf. nécessaire] et basse (géophyte). Sa floraison, passant souvent inaperçue, se déroule de mars à mai. Ses fruits sont disséminés par les fourmis.
Toute la plante est velue et a une odeur âcre, poivrée à camphrée (voire nauséabonde). La fleur, quant à elle, rappelle la noix de muscade ; la racine, le niaouli[réf. nécessaire].
Sa souche et ses tiges sont longuement rampantes, semi-souterraines portant des rameaux aériens très courts et écailleux. Ses feuilles sont vert-sombre, luisantes, réniformes, à long pétiole velu et regroupées en une à deux paires. Ces feuilles persistent l'hiver, c'est le moment de l'année où la plante est la moins discrète. Ses Fleurs, situées à la base des feuilles, sont peu visibles, de couleur brun-pourpre à l'intérieur, brun-vert à noirâtre sur l'extérieur, solitaires, courtement pédonculées. Ces clochettes velues sont constituées d'un périanthe à trois lobes égaux. Son fruit est une capsule globuleuse, dure, à 6 loges contenant chacune 2 rangées de graines creuses.

## Distribution géographique

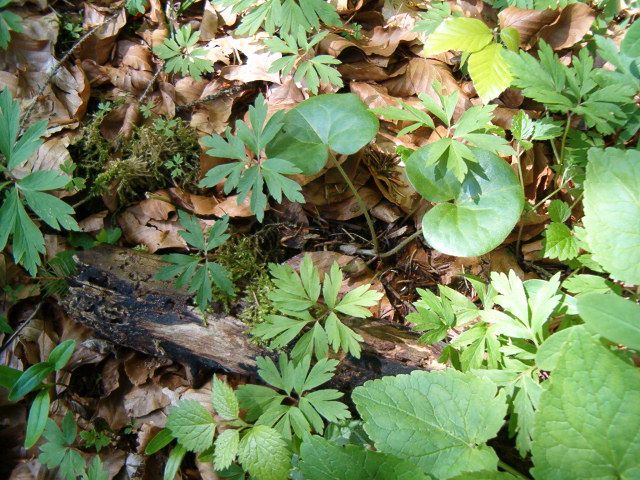
Asaret d'Europe en hêtraie.

Asarum europaeum est présent en Europe centrale, surtout en climat montagnard, excepté la région méditerranéenne.
En France, elle est assez commune dans le Nord-Est et les Pyrénées; assez rare dans le massif central et le Nord; nulle dans l'Ouest et la région méditerranéenne. Elle est présente de l'étage collinéen à montagnard (jusqu'à 1 700 m.)

### Écologie
L'asaret d'Europe est une espèce d'ombre (plus rarement de demi-ombre). Il apprécie les sols riches en bases dont le pH est neutre à basique. Il affectionne particulièrement les granites riches en fer et en manganèse, les sols calcaires ainsi que les roches volcaniques basiques comme le basalte. Ses exigences en eau sont assez souples.

### Biotope
Asarum europaeum apprécie les forêts de feuillus neutrophiles et calcicoles : hêtraies (Fagetalia sylvaticae), hêtraies-chênaies, chênaies (Carpinion betuli), hêtraies-sapinières (Fagion sylvaticae), érablières à Lunaires (Lunario-Acerion)

## Usages et protections
L'Asaret d'Europe est une plante très toxique. Il serait tout de même utilisé comme parfum. Il fait partie des plantes dont la culture est recommandée dans les jardins du domaine royal par le capitulaire De Villis.

### Propriétés médicinales
Sa racine serait un puissant anti-douleur.
La plante entière en teinture-mère serait vomitive, expectorante, sternutatoire,  et insectifuge. Elle est utilisée pour soigner les dermatoses, les mycoses et la bronchite.

### Protection
En France, ce taxon est soumis à des règlementations de portée départementale (Marne) et de portée régionale (Ile de France, Centre, Basse-Normandie, Midi-Pyrénées)
Asarum europaeum est à protéger dans le nord de la France par la conservation de peuplement de feuillus.

## Us et coutumes
Dans le calendrier républicain, créé pendant la Révolution française de 1789, l'Asaret correspond au 6 Ventôse, ce qui équivaut au 24 février du calendrier grégorien

## Sous-espèces
Il existe plusieurs sous-espèces:
- Asarum europaeum subsp. caucasicum (Duch.) Soó, cette dernière étant passée au rang d'espèce sous le nom Asarum caucasicum (Duch.) N.Busch., 1909
- Asarum europaeum subsp. europaeum
- Asarum europaeum subsp. italicum Kukkonen & Uotila[6]